# Кларк (округ, Джорджия)
Кларк (англ. Clarke County) — округ штата Джорджия, США. Население округа на 2000 год составляло 101 489 человек. Административный центр округа — город Атенс.

## История
Округ Кларк основан в 1801 году.

## География
Округ занимает площадь 313,4 км².

## Демография
Согласно Бюро переписи населения США, в округе Кларк в 2000 году проживало 101 489 человек. Плотность населения составляла 323,8 человека на квадратный километр.